# Despoina Vandī
Despoina Vandī (IPA: [ˌðespina vanˈði]; in greco: Δέσποινα Βανδή), nata Despoina Malea (in greco: Δέσποινα Μαλέα; Tubinga, 22 luglio 1969) è una cantante greca molto celebre nel suo Paese e a Cipro.
Alcuni dei suoi brani più celebri hanno incontrato un successo internazionale.

## Biografia
Nata a Tubinga, nel Baden-Württemberg (in Germania), da genitori greci originari di Kavala (nella Macedonia Orientale e Tracia), cresce nella cittadina natale dei genitori, dove la famiglia è ritornata quando lei aveva solo sei anni d'età. Despoina ha una sorella e un fratello più grandi. Sognando di diventare un'attrice o una cantante, Despoina ha condotto studi di psicologia e di filosofia presso l'università Aristotele di Salonicco, diventando insegnante. Quando ha cominciato a cantare ha adottato lo pseudonimo di "Despoina Vandī" per nascondere la cosa alla sua famiglia.
Despoina Vandī ha sposato Demis Nikolaidis, ex giocatore di calcio, attualmente presidente della squadra AEK Atene, dal quale ha avuto due figli: una figlia, Melina, nata nel 2004, e un figlio, Giōrgos, nato nell'agosto 2007.

## Carriera
Despoina Vandī ha conosciuto un grande successo fin dal suo primo album. La sua popolarità in Grecia è stata confermata nel 1997 con l'uscita del suo album Déka Entolés (I dieci comandamenti), il primo dei suoi lavori a vincere il disco di platino. Autore delle canzoni di questo album era il compositore greco Phoebus. A partire da quel momento la collaborazione tra i due artisti continuerà nel corso degli anni e Despoina conoscerà una grande celebrità in Grecia, nei Paesi vicini e in tutti i Paesi in cui la comunità greca è numerosa, come la Germania.
Alcuni dei suoi titoli diventano successi internazionali, come i singoli Gia, Ópa ópa e Come Along Now.
Despoina ha fatto parte come coach del programma The Voice of Greece, talent show musicale trasmesso in Grecia e a Cipro dal canale televisivo ANT2, nell'edizione del 2014 (in cui il suo team ha ottenuto la vittoria) e in quella del 2015.

## Discografia

### Album studio
- Yéla mou (1994)
- Eséna periméno (1996)
- Déka Endolés (1997)
- Profitíes (1999)
- Yá (2001)
- Gia Collector's Edition (2002)
- Stin avlí tou paradísou (2004)
- Déka chrónia mazí (2007)
- Allaxa (2012)
- De me stamátises (2014)

### Singoli
- Spánia (1997) - (Raramente)
- Ypoféro (2000) - (Soffro)
- Ánte yá (2002) - (Dai, ciao)
- Yá (2003) - (Salve)
- Opa Opa (2004)
- Come Along Now (2004)
- Jambi (2006)
- Kálanda (2006) - (Canti di Natale)
- Khano esena (2014) - (Mi manchi)
- Mia Anasa Makria Sou (2015) - (Un soffio lontano da te)

### Compilation
- The Best of
- Gia Collector's Edition
- Live
- Ta laïka tis Despinas
- Despina Vandi Ballads
- Despina Vandi
- Stin avlí tou paradísou Special Edition